# Augusto Roa Bastos
Pour les articles homonymes, voir Roa et Bastos.
 (janvier 2016).
Si vous disposez d'ouvrages ou d'articles de référence ou si vous connaissez des sites web de qualité traitant du thème abordé ici, merci de compléter l'article en donnant les références utiles à sa vérifiabilité et en les liant à la section « Notes et références ».
Augusto Roa Bastos, né le 13 juin 1917 à Asuncion au Paraguay où il est mort le 26 avril 2005, est un écrivain paraguayen du XXe siècle.

## Biographie
Augusto Roa Bastos passe son enfance à Iturbe, un petit village bilingue isolé, à soixante kilomètres de la capitale, où son père, ex séminariste, fut ouvrier puis employé administratif d'une raffinerie de canne-à-sucre. Ensuite, dès l'âge de 15 ans, il participe à la guerre du Chaco (1932-1935) entre le Paraguay et la Bolivie en tant qu'infirmier volontaire. Il est encore lycéen à l'époque et il ne finira jamais d'ailleurs ses études secondaires... 
Cela ne l'empêche pas d'écrire une pièce de théâtre La carcajada, avec sa mère, dès l'âge de 15 ans, qu'ils représentent de façon itinérante dans cette région du Guairá, et les fonds récoltés servent à soutenir les veuves et les blessés de guerre. Ensuite, en cette même année fatidique pour son pays, de 1932, il écrit, seul, un conte extraordinaire, Lucha hasta el alba, qui contient en germes une grande partie de son œuvre future.
Après la guerre, il devient journaliste de El País et il commence à écrire et à publier des poèmes et des contes. Il convient de signaler parmi ceux-ci : El trueno entre las hojas, de 1953, qui sera adapté au cinéma en Argentine, par Armando Bó, en 1956. Mais, en 1947, les façades du grand quotidien national sont mitraillées par les partisans du Partido Colorado et Moríñígo prend le pouvoir, après une sanglante guerre civile contre les liberales. Il doit alors s'exiler en Argentine, où il vit jusqu'à ce qu'une autre dictature l'en expulse en 1976. 
Il s'adapte à Buenos Aires de façon incroyable, son ascension sociale et intellectuelle est fulgurante, alors qu'il part du plus bas de l'échelle. Il aurait travaillé au début de son séjour comme employé de maison de rencontres : amueblada en espagnol d'Argentine ; il aurait guidé les couples illégitimes dans leurs chambres respectives, en portant quelques serviettes et autres savons et onguents. Puis, il est pendant longtemps l'employé anonyme d'une grande compagnie d'assurances mais il fréquente déjà les plus grands intellectuels de la ville, ou du moins, ceux qui le deviendront, tel le tucumano Tomás Eloy Martínez. ils se réunissent avec d'autres, au bar La Fragata près du journal La Nación et échangent là leurs premiers scénarios de cinéma et leurs premiers livres.
Il publie, en 1960, chez Losada à Buenos-Aires, son premier ouvrage d'envergure : Hijo de hombre, un recueil de huit contes puis dix (lors de la refonte de 1982), en lien entre eux, une espèce de roman non-né, dans lequel on voit déjà apparaître dans toute leur puissance les grands mythes fondateurs de l'écriture roabastienne : le guarani, le bilinguisme, le métissage, la dualité ; l'écriture versus l'oralité, la lecto-écriture ; la transtextualité ; l'histoire paraguayenne revisitée et la lutte par le Verbe contre la Dictature ; la poétique des variations, la poétique de l'absence, etc.
Il aurait commencé à cette époque à écrire le roman qui allait le rendre célèbre dans le monde entier et qui lui vaut en 1989 de recevoir le Prix Cervantès. Il s'agit de Yo el supremo (1974), un monologue intérieur du Dictateur et Père Fondateur du Paraguay, José Gaspar Rodríguez de Francia (1814-1840).
Mais le triomphe est de courte durée, deux ans plus tard, ce sont les dictateurs argentins qui s'en mêlent, Roa est à nouveau contraint à l'exil. À l'Université de Toulouse, Jean Andreu et son équipe le reçoivent. Il devient alors professeur de guarani et de littérature latino-américaine et par la force des choses un « écrivain des dimanches et jours fériés », tel qu'il aimait à se qualifier lui-même, avec son habituelle modestie, teintée d'auto dérision, et, bien entendu, faisant office de clin d'œil ironique, envers ses nombreux détracteurs.
À la chute d'Alfredo Stroessner, en 1989, il revient s'installer au Paraguay, et alors plus libre d'écrire, la veine créatrice le reprend. Il écrit alors des œuvres importantes telles que El Fiscal, en 1993, et surtout, l'année suivante, Contravida.
Il meurt en son domicile d'Asunción, le 26 avril 2005, après un malaise et une mauvaise chute sur la tête dans un escalier. Il convient de remarquer que celle-ci survient à la même date que la mort de Cervantès et de Shakespeare, dont il admirait l'œuvre, sans oublier le premier écrivain métis, Inca Garcilaso de la Vega, le 23 avril 1616.

## Œuvres

### Poésies
- El ruiseñor de la aurora (1960)
- El naranjal ardiente (1960)
- El naranjal ardiente-Nocturno paraguayo (1983)
- Poesías reunidas (1995)

### Nouvelles
- El Trueno entre las Hojas (1953)
- El baldío (1966)
- Madera quemada (1967)
- Los pies sobre el agua (1967)
- Moriencia (1969)
- Cuerpo presente (1971)
- Lucha hasta el alba (1979)
- Cuentos completos (2003)

### Romans
- Hijo de Hombre (1960) (Fils d'homme), sur la Guerre du Chaco
- Yo, el Supremo (1974) (Moi, le Suprême), sur le dictateur José Gaspar Rodriguez de Francia
- Vigilia del Almirante (1992) (Veille de l'Amiral), sur Christophe Colomb
- El fiscal (1993) Le procureur, œuvre en partie autobiographique, Félix Moral, professeur d'université décide d'assassiner Sroessner...
- Contravida (1994) A contrevie, voyage à rebours dans son écriture
- Madama Sui (1995) Madame Sui, grandeur et décadence d'une favorite de Stroessner
- Metaforismos (1996) Métaphorismes, (2008) florilège d'aphorismes tirés de ses œuvres majeures
- Los conjurados del quilombo del Gran Chaco (2002), recueil de quatre récits sur la Grande Guerre, à quatre mains, une par pays belligérant, avec Alejandro Maciel, Eric Nepomuceno, Oscar Prego Gadea
- Polisapo, (2002), conte pour enfants, en collaboration avec Alejandro Maciel

### Théâtre
- La carcajada (1932)
- Alma de tradición (1944)
- El niño del rocío (1945)
- Mientras llega el día (1946)
- Yo el supremo, pieza escénica (1991)

## Distinctions

### Prix
- 1941 : Ateneo Paraguayo Prize pour son roman non-publié Fulgencio Miranda
- 1941 : British Council fellowship for journalism, qui lui permit de voyager en Europe pendant la 2e Guerre mondiale
- 1959 : Losada prize pour Hijo de hombre
- 1971 : Bourse Guggenheim
- 1989 : Prix Cervantes
- 1989 : Prix Kurt Tucholsky (sv)
- 2004 : Mercosur Konex Award (en) en literrature

### Décorations
- Commandeur de l'ordre des Arts et des Lettres Il est fait commandeur le 28 mai 1997[1].

#### Articles
- Eric Courthès, « Présence Guarani dans Hijo de hombre », Paris, 2001, Crisol, Paris X, no 5, p. 47-64.
- ——, « L'Art narratif de Roa Bastos : de la dualité à l'insularité », in Mélanges en hommage à Madeleine et Arcadio Pardo, Paris, Marie-Claude Chaput et Thomas Gomez Ed., C.R.I.I.A, Paris X Nanterre, juin 2008, p. 301-325.
- ——, « Le texte et ses liens dans quelques œuvres de Roa Bastos », in Le texte et ses liens II, Les Ateliers du SAL, Paris IV La Sorbonne, 2007 (www.crimic.paris4.sorbonne.fr lire en ligne).
- ——, « El Endotexto Roabastiano », Asunción, Palabras no 1, février 2006, pp. 114-120, et Asunción, El yacaré, 29 novembre-décembre 2005, no 221, p. 6-7 (lire El yacaré en ligne).
- ——, « Una trilogía paraguaya tras otra », Poitiers, CRLA de l’Université de Poitiers, Actes de la Jornada Roa Bastos du 14 janvier 2006, et à Asunción, Cátedra Roa, Unuiversidad Católica, 2006.
- ——, « La poètica de la ausencia en la obra de Roa Bastos », Asunción, Última Hora, Correo Semanal, p. 4-5, 28 janvier 2006.
- ——, « Métaphorismes : jeux de construction de l'écriture et de l'homme d'Augusto Roa Bastos », postface de Métaphorismes, Augusto Roa Bastos, Paris, L’Harmattan, 2008 et Paris IV, Université de La Sorbonne, CRIMIC SAL, 16 janvier 2008 (lire en ligne) et Paris X, Université de Paris X Nanterre, CRIIA, Crisol, no 11, 2007, pp.130-157.
- ——, « Augusto Roa Bastos : feminista en masculino », Asunción, Palabras no 2, août 2006.
- ——, « La insula Paraguaya », communication du Xe congrès du CELCIRP, Las insularidades en el Río de la Plata, Charlottetown, Canada, 6-8 juillet 2006.
- ——, « De l'insule paraguayenne à l'insule Mahoraise », 19es Mercredis de Mamoudzou, Collège de Mtsamboro, Mayotte, 20 septembre 2006, dans Vaincre l’insularité à Mayotte, CDP, Mamoudzou, juin 2007.
- ——, « Metaforismos : Juegos de armar del hombre y de la escritura de Augusto Roa Bastos », Asunción, Palabras escritas no 3, pp 185-202, janvier 2007.
- ——, « Los cuentos laboratorios de Roa », Dialogos con Roa Bastos, Antonio Pecci, Asunción, El Lector, 2007.
- ——, « Los textos que me dejo Augusto Roa Bastos », Asunción, Última Hora, Correo Semanal, 7 juillet 2007, p. 4 et Antonio Pecci, Roa Bastos, vida, obra y pensamientos, Asunción, Servilibro, octobre 2007, p. 262.
- ——, « El Algotexto Roabastiano », 3e Journée du SAL sur la Fragmentation, Paris IV La Sorbonne, Institut d’Études Hispaniques, 13-14 juin 2008 (lire en ligne).
- ——, « El Goce del texto Roabastiano », Porto, Nuestra América, Université Fernando Pessoa, janvier 2011.

#### Essais
- Lo dual en Roa Bastos, Asunción, Servilibro, juillet 2003, 74 p.
- La Ínsula Paraguaya, Asunción, Universidad Católica, Biblioteca de Antropología Paraguaya, Vol 49., mars 2005, 88 p.
- L’Insule paraguayenne, Paris, Editions Le Manuscrit, avril 2006.
- Lo Transtextual en Roa Bastos, Asunción, Universidad Católica, Biblioteca de Estudios Paraguayos, Vol. 67, novembre 2006, 66 p.
- La Isla de Roa Bastos, Asunción, Servilibro, décembre 2008.

#### Traductions
- Métaphorismes/Metaforismos, Augusto Roa Bastos, Barcelone, Edhasa, 1996. Traduction, notes et postface d'Eric Courthès, L’Harmattan, Collection l’Autre Amérique, Paris, avril 2008 (présentation en ligne).
- Mémoires apocryphes d'Augusto Roa Bastos/ Memorias de escritor, Carolina Orlando, Asunción, Servilibro. Traduction, notes et postface d'Eric Courthès, L’Harmattan, Collection L’Autre Amérique, Paris, mai 2010.